# José Pascual Tamborini

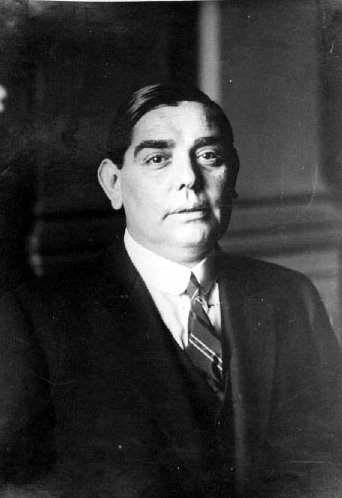
José Pascual Tamborini, 1950

José Pascual Tamborini (* 22. Februar 1886 in Buenos Aires, Argentinien; † 25. September 1955 ebenda) war ein argentinischer Arzt und konservativer Politiker.

## Leben
José Pascual Tamborini begann seine politische Karriere in der Unión Cívica Radical als er auf dem Colegio Nacional de Buenos Aires Ende der 1890er Jahre eine Schülerzeitung des Comité Radical Estudiantil verlegte. Während seines Medizinstudiums an der Universidad de Buenos Aires war José Pascual Tamborini stellvertretender Vorsitzender des Comité Universitario Radical.
José Pascual Tamborini wohnte in Buenos Aires und gehörte der Tendenz der Unión Cívica Radical, die als Sector Azul den Personenkult von Hipólito Yrigoyen ablehnte und aus welchem sich ab 1924 ein Teil der Unión Cívica Radical Antipersonalista rekrutierte.
1925 berief Marcelo Torcuato de Alvear José Pascual Tamborini als Innenminister in sein Regierungskabinett. José Pascual Tamborini war Mitglied im Jockey Club, der Wiege des Militärputsches von 1930, wo er 1945 Vizemeister im Rommé wurde. Nach dem Militärputsch von 1930 orientierte sich José Pascual Tamborini innerhalb der Unión Cívica Radical an de Alvear. 1931 wurde José Pascual Tamborini vom Putschregime inhaftiert und die Beteiligung an einer Vorbereitung zum Aufstand der Unión Cívica Radical vorgeworfen.
1935 beteiligte sich die Unión Cívica Radical an Parlamentswahlen, wodurch José Pascual Tamborini einen Parlamentssitz erhielt. Als Gesetzgeber war er an der ersten Lesung eines Gesetzes, welches die Provinzen Misiones, Chaco, La Pampa und Río Negro dekretierte beteiligt. Durch die Bildung von Provinzen, wurden diese Gebiete wirtschaftliche Einheiten, an die Förderungen der Vereinigten Provinzen von Argentinien für Infrastruktur zugewiesen werden konnten.
1940 kam José Pascual Tamborini für den Wahlkreis Buenos Aires in den Senat.
Als De Alvear 1942 starb, blieb José Pascual Tamborini als Führerperson des konservativsten Teil der Unión Cívica Radical, der als Unionismo bezeichnet wurde.
1945 wurde José Pascual Tamborini mit Enrique Mosca als Vize, Präsidentschaftskandidat der Unión Democrática. Für die Wahlen am 24. Februar 1946 formierte sich in der Unión Democrática ein Wahlbündnis aus: Unión Cívica Radical, Partido Socialista (Argentinien), Partido Comunista de la Argentina und der Partido Demócrata Progresista. Ein wesentliches Moment des Wahlbündnisses war die Gegnerschaft zu Juan Perón und dessen Kandidaten für das Amt des Vizepräsidenten, Hortensio Quijano.
Das Gespann mit Perón erhielt mit 1.527.231 Stimmen 56 % der 2.734.386 abgegebenen gültigen Stimmen, während das Gespann mit Tamborini 1.207.155 Stimmen, 44 % erhielt.
| Vorgänger                                                                                   | Amt                                                   | Nachfolger |
| ------------------------------------------------------------------------------------------- | ----------------------------------------------------- | --- |
| 1871: León Gambetta 1880: Antonio del Viso 1909: Mario Avellaneda 1923 – 1925 Vicente Gallo | Innenminister von Argentinien 1925 – 12. Oktober 1928 | 12. Oktober 1928 – 6. September 1930: Elpidio González 8. September 1930 – 15. April 1931: Matías Sánchez Sorondo Jorge Matzkin 25. Mai 2003 – 10. Dezember 2007: Aníbal Fernández 2007 – 2010: Florencio Randazzo |